# Monostorapáti, Veszprém
Monostorapáti  este un sat în districtul Tapolca, județul Veszprém, Ungaria, având o populație de 1.184 de locuitori (2011). 

## Demografie
Componența etnică a satului Monostorapáti
     Maghiari (92,53%)
     Romi (5,78%)
     Germani (1,42%)
     Necunoscut (0,27%)
     Alții (0,27%)
Componența confesională a satului Monostorapáti
     Romano-catolici (73,56%)
     Fără religie (4,48%)
     Reformați (1,69%)
     Luterani (1,1%)
     Necunoscută (18,92%)
     Atei (0,25%)
     Alte religii (0,25%)
Conform recensământului din 2011, satul Monostorapáti avea 1.184 de locuitori. Din punct de vedere etnic, majoritatea locuitorilor (92,53%) erau maghiari, existând și minorități de romi (5,78%) și germani (1,42%). Apartenența etnică nu este cunoscută în cazul a 0,27% din locuitori.  Din punct de vedere confesional, majoritatea locuitorilor (73,56%) erau romano-catolici, existând și minorități de persoane fără religie (4,48%), reformați (1,69%) și luterani (1,1%). Pentru 18,92% din locuitori nu este cunoscută apartenența confesională.